# Lüssow (Pomerania Occidental-Rügen)
Lüssow es un municipio situado en el distrito de Pomerania Occidental-Rügen, en el estado federado de Mecklemburgo-Pomerania Occidental (Alemania), a una altitud de 8 metros. Su población a finales de 2016 era de 800 habs. y su densidad poblacional, 42 hab/km².
Se encuentra al norte del distrito, cerca del estrecho de Strelasund.